# Kingsley Obiekwu
Kingsley Obiekwu, né le 12 novembre 1974 à Igbuzo au Nigeria, est un footballeur international nigérian, qui évoluait au poste de défenseur.

## Biographie

### Carrière en club
Avec le club néerlandais du Go Ahead Eagles, Kingsley Obiekwu dispute 4 match en Eredivisie, et 59 matchs pour 7 buts inscrits en Eerste Divisie (deuxième division néerlandaise).

### Carrière internationale
Kingsley Obiekwu fait partie de la liste des 18 joueurs nigérians sélectionnés pour disputer les Jeux olympiques d'été de 1996 d'Atlanta. Il ne dispute aucune rencontre lors du tournoi qui voit le Nigeria être sacré champion olympique.
Il compte 7 sélections avec l'équipe du Nigeria entre 1996 et 1999.

## Palmarès
- Médaillé d'or aux Jeux olympiques d'été de 1996